# Académie Tchité FC
Académie Tchité Football Club w skrócie Académie Tchité FC – burundyjski klub piłkarski grający w trzeciej lidze, a niegdyś w burundyjskiej pierwszej lidze, mający siedzibę w mieście Bużumbura.

## Sukcesy
- Puchar Burundi[1]:
  - zwycięstwo (1): 2013

## Występy w afrykańskich pucharach
| Sezon | Rozgrywki           | Runda   | Kraj   | Klub         | Dom | Wyjazd | Dwumecz |
| ----- | ------------------- | ------- | ------ | ------------ | --- | ------ | ------- |
| 2014  | Puchar Konfederacji | wstępna | Rwanda | AS Kigali FC | 1–1 | 0–1    | 1–2     |

## Stadion
Domowe mecze klub rozgrywa na stadionie o nazwie Stade Intwari w Bużumburze, który może pomieścić 22000 widzów.

## Reprezentanci kraju grający w klubie
Stan na maj 2023.
| - Banga Lewis Kubi - Moussa Mossi - Janvier Ndikumana | - Omar Ngandu - D’Amour Nkurunziza - Ally Niyonzima |